# 林晋太郎
林 晋太郎（はやし しんたろう、1980年1月13日 - ）は、千葉県船橋市出身のサッカー指導者。

## 来歴
2004年、外務省の事業である日墨交流計画生の一員で1年間、メキシコに留学してスペイン語を習得。帰国後は2006年4月より、日本サッカー協会が新しく立ち上げた選手育成プロジェクトJFAアカデミー福島男子スタッフに就任し、2012年3月までの6年間を活動する。
その間も、2005年より日本国内で行われたFIFAクラブワールドカップでは、2005年サプリサ、2006年FCバルセロナ、2007年ボカ・ジュニアーズ、2008年リガ・デ・キト、2010/2011モンテレイなどのリエゾン（連絡員）を務め、主に通訳の仕事でチームの調整役を担った。
2012年、JFAアカデミー福島を退任後は、AC長野パルセイロのGKコーチに就任。
2013年は薩川了洋、小湊隆延と共にFC琉球に移り、GKコーチを務めた。
2014年、大分トリニータのGKコーチに就任。2年目の2015年には大分サポーターによって林個人の応援チャントが作成され、ピッチ内練習時にゴールキーパーのチャントと共に歌われた。しかし監督交代の影響を受ける形で同年6月2日にGKコーチの職を解かれ、6月15日に大分を退団する事も発表された。
2016年からは、同年2月より新設された本田圭佑プロデュースのサッカークラブSOLTILO CHIBA FCのユース＆ジュニアユースのGKコーチに就任し、ユース監督には、本田圭佑と名古屋グランパスに同期入団、その後は横浜FC/松本山雅などで活躍した須藤右介、ジュニアユース監督には、本田圭佑と星稜高校時代の同級生込山和樹等と共に活動する。クラブ創設後は、ユースの「KCYカップ]優勝、ジュニアユースの[千葉県クラブユース１部リーグ]昇格、[関東クラブユース選手権U15]初出場などクラブの歴史を築き、2022年1月末でクラブを退団することが発表された。
2019年には、東京国体女子サッカーのGKコーチを務め、第74回国民体育大会（いきいき茨城ゆめ国体）本大会に出場し、チームは5位入賞を果たしている。
2021年9月、日本サッカー協会100周年記念事業にてJFAアカデミー福島での活動の功績から特別功労表彰を授賞する。

## 所属クラブ
- 学習院初等科
- 学習院中等科
- 学習院高等科
- 学習院大学
- 2003年 - 2004年 ジョイフル本田

## 指導歴
- 2006年 - 2011年 JFAアカデミー福島
- 2012年 AC長野パルセイロ
  - 2012年 育成・普及部 GKコーチ
  - 2012年 トップチーム GKコーチ
- 2013年 FC琉球 GKコーチ
- 2014年 - 2015年 大分トリニータ GKコーチ
- 2016年 - 2022年1月 SOLTILO CHIBA FC U18/U15　GKコーチ
- 2019年 - 東京国体女子 GKコーチ
- 2022年- 学習院大学輔仁会サッカー部 コーチ